# Lycodon alcalai
Lycodon alcalai är en ormart som beskrevs av Ota och Ross 1994. Lycodon alcalai ingår i släktet Lycodon och familjen snokar. IUCN kategoriserar arten globalt som livskraftig. Inga underarter finns listade i Catalogue of Life.
Arten förekommer på några mindre öar som tillhör Filippinerna mellan Luzon och Taiwan. Den vistas i skogar med buskar och besöker angränsande jordbruksmark. Födan utgörs troligen av ödlornas ägg.